# Can Grau (Palau-solità i Plegamans)
|  | Aquest article tracta sobre Can Grau de Palau-solità i Plegamans. Vegeu-ne altres significats a « Can Grau (desambiguació)». |

Can Grau és una obra de Palau-solità i Plegamans (Vallès Occidental) inclosa a l'Inventari del Patrimoni Arquitectònic de Catalunya.

## Descripció
És una masia que segueix la tipologia de les de la resta de la contrada. Té coberta de teules àrabs a dues vessants, amb inclinació molt suau i carener perpendicular a la façana. Ràfec incipient. A la façana hi ha restes d'arrebossat que deixa veure el parament de pedres sense escairar i de còdols. Les obertures són totes d'una gran senzillesa. Les finestres són de dimensions reduïdes i amb formes i mides diferents. A l'arrebossat de l'emmarcament trobem restes de pintura blanca. Només la finestra central, sobre la porta d'entrada, té un cert interès artístic quant a les pedres de l'emmarcament: els angles interiors de la llinda es presenten corbats, trencant la seva forma allindanada. La porta d'accés és rectangular i presenta restes d'emmarcament de pedra, amb llinda de fusta.

## Història
Una possibilitat del cognom Grau podem deduir-la, al fogatge de l'any 1515 de Palau Solitar, en el nom de Jaume Garau. L'any 1552, dins dels noms dels caps de casa, torna a sortir dins del terme de Palau-Solitar el nom de Miquel Garau.